# アミール・ギャレット
アミール・ジャマール・ギャレット（Amir Jamal Garrett, 1992年5月3日 - ）は、アメリカ合衆国カリフォルニア州サンバーナーディーノ郡ヴィクターヴィル出身のプロ野球選手（投手）。左投右打。MLBのロサンゼルス・エンゼルス傘下所属。

## 経歴

### プロ入り前
高校時代からバスケットボール選手として活躍していたが、父親の説得で野球の道で活躍できる可能性も考慮し、スカウト陣の前で投球を披露することもあった。

### プロ入りとレッズ時代
2011年のMLBドラフト22巡目（全体685位）でシンシナティ・レッズから指名されプロ入り。この年はレッズ傘下ではプレーしなかった。オフにはセント・ジョンズ大学へ通ってバスケットボール選手としてもプレー。春から秋にかけては野球、野球のオフシーズンにはバスケットボールというこの二足のわらじは2014年まで続いた（2013 - 2014年のオフはカリフォルニア州立大学ノースリッジ校へ転校して同大学でプレー。）。
2012年にルーキー級アリゾナリーグ・レッズでプロデビュー。パイオニアリーグのルーキー級ビリングス・マスタングスでもプレーし、2球団合計で9試合（先発7試合）に登板して0勝2敗・防御率4.05・18奪三振の成績を残した。
2013年はルーキー級ビリングスとA級デイトン・ドラゴンズでプレーし、2球団合計で13試合に先発登板して2勝4敗・防御率5.15・32奪三振の成績を残した。
2014年はA級デイトンでプレーし、2球団合計で27試合に先発登板して7勝8敗・防御率3.64・127奪三振の成績を残した。オフには40人枠入りした。
2015年はA+級デイトナ・トーテュガスでプレーし、26試合に先発登板して9勝7敗・防御率2.44・133奪三振の成績を残した。また、7月にはオールスター・フューチャーズゲームに選出、シーズン終了後にはフロリダ・ステートリーグのピッチャー・オブ・ザ・イヤーを受賞した。
2016年はAA級ペンサコーラ・ブルーワフーズとAAA級ルイビル・バッツでプレーし、2球団合計で25試合（先発23試合）に登板して7勝8敗・防御率2.55・132奪三振の成績を残した。また、7月には2年連続でオールスター・フューチャーズゲームに選出された。
2017年は開幕25人枠入りを果たし、メジャーデビューとなった4月7日のセントルイス・カージナルス戦では先発して6回を無失点で勝利投手となった。
2018年は、リリーフ専門で、66試合に登板。
2019年7月30日のピッツバーグ・パイレーツ戦で、9回にパイレーツのトレバー・ウィリアムズからヤジを受けたことに激昂しパイレーツの選手に殴り掛かったことから乱闘に発展し、退場処分を受けた。8月1日にMLBより8試合の出場停止処分を受けた。

### ロイヤルズ時代
2022年3月14日にマイク・マイナーと金銭とのトレードで、カンザスシティ・ロイヤルズへ移籍した。
2023年8月24日に自由契約となった。

### ガーディアンズ傘下時代
2023年7月24日にクリーブランド・ガーディアンズとマイナー契約を結び、同日中にAAA級コロンバス・クリッパーズに配属された。しかし、それから1ヶ月後の8月24日に再び自由契約となった。

### エンゼルス時代
2024年2月12日にサンフランシスコ・ジャイアンツとマイナー契約を結んだ。しかし、約1ヶ月後の3月21日に自由契約となった。
2024年3月27日にロサンゼルス・エンゼルスとマイナー契約を結んだ。4月30日にメジャー契約を結んでアクティブ・ロースター入りした。メジャー昇格後は6試合に登板し防御率5.06という成績を記録した。5月15日にDFAとなった。同月19日にFAとなったが、同月22日にエンゼルスとマイナー契約を結び直した。

## 投球スタイル
| 球種         | 割合 | 平均球速 | 平均球速 | 最高球速 | 最高球速 |
| 球種         | %    | mph      | km/h     | mph      | km/h     |
| ------------ | ---- | -------- | -------- | -------- | -------- |
| スライダー   | 56.5 | 84.7     | 136.3    | 97.9     | 157.6    |
| フォーシーム | 40.8 | 94.2     | 151.6    | 97.9     | 157.6    |
| シンカー     | 2.7  | 93.3     | 150.2    | 97.9     | 157.6    |

アロルディス・チャップマンを彷彿とさせる体躯と投球フォームから放る最速98.9mph（約159.2km/h）の速球とスライダーは威力十分。他にはカーブが武器でチェンジアップも向上中。

## 詳細情報

### 年度別投手成績
| 年 度    | 球 団    | 登 板 | 先 発 | 完 投 | 完 封 | 無 四 球 | 勝 利 | 敗 戦 | セ 丨 ブ | ホ 丨 ル ド | 勝 率 | 打 者 | 投 球 回 | 被 安 打 | 被 本 塁 打 | 与 四 球 | 敬 遠 | 与 死 球 | 奪 三 振 | 暴 投 | ボ 丨 ク | 失 点 | 自 責 点 | 防 御 率 | W H I P |
| -------- | -------- | ----- | ----- | ----- | ----- | -------- | ----- | ----- | -------- | ----------- | ----- | ----- | -------- | -------- | ----------- | -------- | ----- | -------- | -------- | ----- | -------- | ----- | -------- | -------- | ------- |
| 2017     | CIN      | 16    | 14    | 0     | 0     | 0        | 3     | 8     | 0        | 1           | .273  | 321   | 70.2     | 74       | 23          | 40       | 2     | 2        | 63       | 1     | 0        | 60    | 58       | 7.39     | 1.61    |
| 2018     | CIN      | 66    | 0     | 0     | 0     | 0        | 1     | 2     | 0        | 21          | .333  | 264   | 63.0     | 56       | 8           | 25       | 3     | 3        | 71       | 3     | 0        | 30    | 30       | 4.29     | 1.29    |
| 2019     | CIN      | 69    | 0     | 0     | 0     | 0        | 5     | 3     | 0        | 22          | .625  | 246   | 56.0     | 44       | 7           | 35       | 1     | 4        | 78       | 5     | 1        | 22    | 20       | 3.21     | 1.41    |
| 2020     | CIN      | 21    | 0     | 0     | 0     | 0        | 1     | 0     | 1        | 6           | 1.000 | 69    | 18.1     | 10       | 4           | 7        | 0     | 0        | 26       | 0     | 0        | 5     | 5        | 2.45     | 0.93    |
| 2021     | CIN      | 63    | 0     | 0     | 0     | 0        | 0     | 4     | 7        | 7           | .000  | 215   | 47.2     | 46       | 9           | 29       | 4     | 0        | 61       | 5     | 1        | 34    | 32       | 6.04     | 1.57    |
| 2022     | KC       | 60    | 0     | 0     | 0     | 0        | 3     | 1     | 0        | 10          | .750  | 196   | 45.1     | 28       | 0           | 32       | 0     | 5        | 49       | 7     | 1        | 26    | 25       | 4.96     | 1.32    |
| 2023     | KC       | 27    | 0     | 0     | 0     | 0        | 0     | 1     | 0        | 0           | .000  | 112   | 24.1     | 22       | 4           | 20       | 0     | 0        | 28       | 1     | 0        | 11    | 9        | 3.33     | 1.73    |
| 2024     | LAA      | 6     | 0     | 0     | 0     | 0        | 0     | 0     | 0        | 0           |       | 24    | 5.1      | 4        | 1           | 5        | 0     | 0        | 11       | 0     | 0        | 3     | 3        | 5.06     | 1.69    |
| MLB：8年 | MLB：8年 | 328   | 14    | 0     | 0     | 0        | 13    | 19    | 8        | 67          | .406  | 1447  | 330.2    | 284      | 56          | 193      | 10    | 14       | 387      | 22    | 3        | 191   | 182      | 4.95     | 1.44    |

- 2024年度シーズン終了時

### 年度別守備成績
| 年 度 | 球 団 | 投手（P） | 投手（P） | 投手（P） | 投手（P） | 投手（P） | 投手（P） |
| 年 度 | 球 団 | 試 合     | 刺 殺     | 補 殺     | 失 策     | 併 殺     | 守 備 率  |
| ----- | ----- | --------- | --------- | --------- | --------- | --------- | --------- |
| 2017  | CIN   | 16        | 4         | 11        | 2         | 0         | .882      |
| 2018  | CIN   | 66        | 5         | 5         | 0         | 0         | 1.000     |
| 2019  | CIN   | 69        | 5         | 10        | 1         | 1         | .938      |
| 2020  | CIN   | 21        | 0         | 0         | 1         | 0         | .000      |
| 2021  | CIN   | 63        | 4         | 5         | 0         | 1         | 1.000     |
| 2022  | KC    | 60        | 1         | 2         | 0         | 0         | 1.000     |
| 2023  | KC    | 27        | 0         | 1         | 0         | 1         | 1.000     |
| 2024  | LAA   | 6         | 0         | 0         | 0         | 0         |           |
| MLB   | MLB   | 328       | 19        | 34        | 4         | 3         | .930      |

- 2024年度シーズン終了時

### 獲得タイトル・表彰・記録
MiLB
- フロリダ・ステートリーグ・ピッチャー・オブ・ザ・イヤー（英語版）：1回（2015年）
- オールスター・フューチャーズゲーム選出：2回（2015年 - 2016年）

### 背番号
- 50（2017年 - 2021年）
- 24（2022年）
- 45（2023年）
- 32（2024年）